# Nati nel 1991/Gennaio
| Questa pagina contiene informazioni ricavate automaticamente dalle voci biografiche con l'ausilio del template Bio e di un bot. L'aggiornamento è periodico e automatico e ricostruisce completamente la pagina. Se manca una persona in questa lista, sei pregato di non aggiungerla, ma accertati piuttosto che la sua voce biografica contenga il template Bio e che i dati anagrafici siano correttamente compilati. Se il template Bio manca, inseriscilo tu stesso o, in alternativa, metti l'avviso {{tmp\|Bio}} che ne segnala la mancanza. Se i dati riportati sono sbagliati, correggi direttamente la voce biografica; le modifiche saranno visibili in questa lista entro pochi giorni. Per chiarimenti vedi il progetto biografie. La lista contiene solo le 605 persone che sono citate nell'enciclopedia e per le quali è stato implementato correttamente il template Bio. Pagina aggiornata al 10 ago 2025. |

- 1º gennaio - Hamza Abdo, ex nuotatore palestinese
- 1º gennaio - Abdoulaye Ba, calciatore senegalese
- 1º gennaio - Peter Burling, velista neozelandese
- 1º gennaio - Pedro Costa Ferreira, calciatore portoghese
- 1º gennaio - Moisé Curia, attore italiano
- 1º gennaio - Mark L. Young, attore statunitense
- 1º gennaio - Hendrick Ekstein, calciatore sudafricano
- 1º gennaio - Sopiko Guramishvili, scacchista georgiana
- 1º gennaio - Eusebio Haliti, ostacolista e velocista italiano
- 1º gennaio - Iswandi, velocista indonesiano
- 1º gennaio - Luca Leonardi, ex nuotatore italiano
- 1º gennaio - Anastasija Mochnjuk, multiplista ucraina
- 1º gennaio - Soslan Ramonov, lottatore russo
- 1º gennaio - Glen Rice, cestista statunitense
- 1º gennaio - Edivândio, ex calciatore capoverdiano
- 1º gennaio - Franco Signorelli, calciatore venezuelano
- 1º gennaio - Sim Hyon-jin, calciatore nordcoreano
- 1º gennaio - Darius Slay, giocatore di football americano statunitense
- 1º gennaio - Guillermo Sotelo, calciatore argentino
- 1º gennaio - Xavier Su'a-Filo, giocatore di football americano statunitense
- 1º gennaio - Hugo Vera Oviedo, calciatore paraguaiano
- 1º gennaio - Ethan White, ex calciatore statunitense
- 2 gennaio - Timur Arslanov, schermidore russo
- 2 gennaio - Luís Pedro Cavanda, calciatore belga
- 2 gennaio - Giulia Ciabattoni, ex pallavolista italiana
- 2 gennaio - Aaron Cook, taekwondoka britannico
- 2 gennaio - Adefolarin Durosinmi, calciatore nigeriano
- 2 gennaio - Harry Forrester, ex calciatore inglese
- 2 gennaio - Ben Hardy, attore britannico
- 2 gennaio - Yūki Honda, calciatore giapponese
- 2 gennaio - Katrin Loo, calciatrice estone
- 2 gennaio - Danny Miller, attore britannico
- 2 gennaio - Oktawia Nowacka, pentatleta polacca
- 2 gennaio - Nicolás Pasquini, calciatore argentino
- 2 gennaio - Sergej Petrov, calciatore russo
- 2 gennaio - Yany Prado, attrice cubana
- 2 gennaio - Davide Santon, ex calciatore italiano
- 2 gennaio - Josh Taylor, pugile britannico
- 2 gennaio - Romed Vieider, ex cestista austriaco
- 2 gennaio - Michelle Williams, nuotatrice canadese
- 3 gennaio - O.D. Anosike, cestista statunitense
- 3 gennaio - Diego Bejarano, calciatore boliviano
- 3 gennaio - Alina Berežna, lottatrice ucraina
- 3 gennaio - Ben Bitton, calciatore israeliano
- 3 gennaio - Gordo, disc jockey e produttore discografico statunitense
- 3 gennaio - Jerson Cabral, calciatore olandese
- 3 gennaio - Santi Cappellani, politico italiano
- 3 gennaio - Özgür Çek, calciatore turco
- 3 gennaio - Ryan Ellis, hockeista su ghiaccio canadese
- 3 gennaio - Sébastien Faure, calciatore francese
- 3 gennaio - Goo Ha-ra, cantante e attrice sudcoreana († 2019)
- 3 gennaio - Isaac Koné, ex calciatore francese
- 3 gennaio - Andor Margitics, calciatore ungherese
- 3 gennaio - Habib Meïté, calciatore ivoriano
- 3 gennaio - Darius Morris, cestista statunitense († 2024)
- 3 gennaio - Eva Puskarčíková, ex biatleta ceca
- 3 gennaio - Yacine Qasmi, calciatore francese
- 3 gennaio - Roger Martí Salvador, calciatore spagnolo
- 3 gennaio - Serhij Zahynajlov, calciatore ucraino
- 4 gennaio - Vitali Alekseenok, direttore d'orchestra bielorusso
- 4 gennaio - Felipe Amorim, calciatore brasiliano
- 4 gennaio - Joely Andrews, calciatrice nordirlandese
- 4 gennaio - Pascal Bodmer, ex saltatore con gli sci tedesco
- 4 gennaio - Rhydian Cowley, marciatore australiano
- 4 gennaio - Erik Figueroa, calciatore svedese
- 4 gennaio - Charles Melton, attore statunitense
- 4 gennaio - Antonio Molina, ex ciclista su strada spagnolo
- 4 gennaio - Camilo Rencoret, calciatore cileno
- 4 gennaio - Viktoria Schnaderbeck, ex calciatrice austriaca
- 4 gennaio - Dominic Shipperley, ex rugbista a 15 australiano
- 4 gennaio - O'tkir Yusupov, calciatore uzbeko
- 4 gennaio - Adrien van Beveren, pilota motociclistico francese
- 5 gennaio - David Achucarro, calciatore argentino
- 5 gennaio - Mohammed Ahmed, mezzofondista canadese
- 5 gennaio - Odile Ahouanwanou, multiplista e ostacolista beninese
- 5 gennaio - Kayla Alexander, cestista canadese
- 5 gennaio - Denis Alibec, calciatore rumeno
- 5 gennaio - Soner Aydoğdu, calciatore turco
- 5 gennaio - Natnael Berhane, ciclista su strada eritreo
- 5 gennaio - Felipe Bertoldo, ex calciatore brasiliano
- 5 gennaio - Bi Jinhao, calciatore cinese
- 5 gennaio - Eric Fisher, ex giocatore di football americano statunitense
- 5 gennaio - Pasquale Gabriele, pallavolista italiano
- 5 gennaio - Jelle van Gorkom, ciclista di BMX olandese
- 5 gennaio - Adam Jahn, ex calciatore statunitense
- 5 gennaio - Jehor Kartušov, calciatore ucraino
- 5 gennaio - Rahel Kiwic, calciatrice svizzera
- 5 gennaio - Derek Livingston, snowboarder canadese
- 5 gennaio - Siniša Mladenović, calciatore serbo
- 5 gennaio - Daniel Pacheco, calciatore spagnolo
- 5 gennaio - Chiara Paroni, calciatrice italiana
- 5 gennaio - Manuel Torres Jiménez, calciatore spagnolo
- 5 gennaio - Jevhen Zadoja, ex calciatore ucraino
- 5 gennaio - Jorge de Moura Xavier, calciatore brasiliano
- 5 gennaio - Ece İrtem, attrice turca
- 6 gennaio - Sandi Arčon, calciatore sloveno
- 6 gennaio - Will Barton, cestista statunitense
- 6 gennaio - Kevin Gausman, giocatore di baseball statunitense
- 6 gennaio - Daniel Høegh, calciatore danese
- 6 gennaio - Alice Kunek, cestista australiana
- 6 gennaio - Adónios Mástoras, altista greco
- 6 gennaio - Hugo Nervo, calciatore argentino
- 6 gennaio - John Norman, hockeista su ghiaccio svedese
- 6 gennaio - Farrux Nurliboyev, ex calciatore uzbeko
- 6 gennaio - Michael Francis O'Halloran, calciatore scozzese
- 6 gennaio - Román Ramos, pilota motociclistico spagnolo
- 6 gennaio - Oleksandra Sabada, nuotatrice artistica ucraina
- 6 gennaio - Fábio Sanches, calciatore brasiliano
- 6 gennaio - Nikola Sarić, calciatore bosniaco
- 6 gennaio - Jeroen Zoet, calciatore olandese
- 7 gennaio - Michelangelo Albertazzi, ex calciatore italiano
- 7 gennaio - Aslan Atem, lottatore turco
- 7 gennaio - Tucker Barnhart, giocatore di baseball statunitense
- 7 gennaio - Adam Barton, calciatore nordirlandese
- 7 gennaio - Danny Blum, calciatore tedesco
- 7 gennaio - Leandro Chaparro, ex calciatore argentino
- 7 gennaio - Dajana Eitberger, slittinista tedesca
- 7 gennaio - Diogo Figueiras, calciatore portoghese
- 7 gennaio - Clément Grenier, calciatore francese
- 7 gennaio - Eden Hazard, ex calciatore belga
- 7 gennaio - Kila Iaravai, calciatore papuano
- 7 gennaio - Moe Kuresa, calciatore samoano americano
- 7 gennaio - Jeje Lalpekhlua, politico e ex calciatore indiano
- 7 gennaio - Islando Manuel, ex cestista angolano
- 7 gennaio - Bongi Mbonambi, rugbista a 15 sudafricano
- 7 gennaio - Carlos Montenegro, calciatore nicaraguense
- 7 gennaio - Luca Morassi, giocatore di calcio a 5 italiano
- 7 gennaio - Max Morrow, attore e cantante canadese
- 7 gennaio - Roberto Pereyra, calciatore argentino
- 7 gennaio - MJ Rodriguez, attrice e cantante statunitense
- 7 gennaio - Michael Schwarzmann, ciclista su strada tedesco
- 7 gennaio - Maicol Scuttari, tuffatore italiano
- 7 gennaio - Caster Semenya, mezzofondista e velocista sudafricana
- 7 gennaio - Alen Stevanović, calciatore serbo
- 7 gennaio - Ǵorǵi Tanušev, calciatore macedone
- 7 gennaio - Rəsul Çunayev, lottatore azero
- 8 gennaio - Allan Marques Loureiro, calciatore brasiliano
- 8 gennaio - Tim Björkström, calciatore svedese
- 8 gennaio - Ángel Cayetano, calciatore uruguaiano
- 8 gennaio - Loïc Damour, ex calciatore francese
- 8 gennaio - Zachary Donohue, danzatore su ghiaccio statunitense
- 8 gennaio - Jorge Enríquez, ex calciatore messicano
- 8 gennaio - Sarah Höfflin, sciatrice freestyle svizzera
- 8 gennaio - Stefan Johansen, ex calciatore norvegese
- 8 gennaio - Henri Kahudi, ex cestista della Repubblica Democratica del Congo
- 8 gennaio - Göksenin Köksal, cestista turco
- 8 gennaio - Luvo Manyonga, lunghista sudafricano
- 8 gennaio - Camilo Mayada, calciatore uruguaiano
- 8 gennaio - Jacob Mellis, ex calciatore inglese
- 8 gennaio - Riccardo Moraschini, cestista italiano
- 8 gennaio - Sean Morrison, calciatore inglese
- 8 gennaio - Marvin Pourié, calciatore tedesco
- 8 gennaio - Josh Robinson, giocatore di football americano statunitense
- 8 gennaio - Lukas Rupp, calciatore tedesco
- 8 gennaio - Stefan Savić, calciatore montenegrino
- 8 gennaio - Greg Smith, cestista statunitense
- 8 gennaio - Ilisoni Tuinawaivuvu, calciatore figiano
- 8 gennaio - Paul Were, calciatore keniota
- 8 gennaio - Taylor Worth, arciere australiano
- 8 gennaio - Mahmoud Za'tara, calciatore giordano
- 8 gennaio - Nicolas de Préville, calciatore francese
- 9 gennaio - Sheila Atim, attrice, cantante e drammaturga ugandese
- 9 gennaio - Hatten Baratli, ex calciatore tunisino
- 9 gennaio - Diego Barboza, calciatore uruguaiano
- 9 gennaio - 3LAU, disc jockey e produttore discografico statunitense
- 9 gennaio - Luka Božič, canoista sloveno
- 9 gennaio - Cuca, calciatore portoghese
- 9 gennaio - Sope Dirisu, attore britannico
- 9 gennaio - Lucky Dozier, giocatore di football americano statunitense
- 9 gennaio - Josh Files, pilota automobilistico britannico
- 9 gennaio - E.J. Gaines, giocatore di football americano statunitense
- 9 gennaio - Flo Gennaro, modella argentina
- 9 gennaio - Stefanie Horn, canoista tedesca
- 9 gennaio - Wesley Johnson, ex giocatore di football americano statunitense
- 9 gennaio - Ferruccio Lamborghini, pilota motociclistico e imprenditore italiano
- 9 gennaio - Thilo Leugers, ex calciatore tedesco
- 9 gennaio - Marcos Mauro, calciatore argentino
- 9 gennaio - Marwin Angeles, calciatore filippino
- 9 gennaio - Chris McCarrell, attore e cantante statunitense
- 9 gennaio - Can Maxim Mutaf, cestista turco
- 9 gennaio - Ken Noel, ex calciatore austriaco
- 9 gennaio - Jamil, rapper italiano
- 9 gennaio - Ruby Soho, wrestler statunitense
- 9 gennaio - Álvaro Soler, cantautore e musicista spagnolo
- 9 gennaio - Xavier Thames, ex cestista statunitense
- 9 gennaio - Amel Tuka, mezzofondista e velocista bosniaco
- 9 gennaio - Vitalij Šachov, calciatore russo
- 10 gennaio - An Hyok-il, calciatore nordcoreano
- 10 gennaio - Stephie Caire, attrice, cantante e ballerina messicana
- 10 gennaio - Merab Dvalishvili, artista marziale misto georgiano
- 10 gennaio - Clemens Fandrich, ex calciatore tedesco
- 10 gennaio - José Ricardo Figueroa, pentatleta cubano
- 10 gennaio - Halldór Helgason, snowboarder islandese
- 10 gennaio - Akbar Ismatullayev, calciatore uzbeko
- 10 gennaio - Viktorija Moiseeva, giocatrice di curling russa
- 10 gennaio - Finnegan Oldfield, attore francese
- 10 gennaio - Vilim Posinković, calciatore croato
- 10 gennaio - Gonzalo Pérez de Vargas, pallamanista spagnolo
- 10 gennaio - Anastasija Šilova, cestista russa
- 11 gennaio - Stephan Auer, calciatore austriaco
- 11 gennaio - Bekim Balaj, calciatore albanese
- 11 gennaio - Matteo Bernardi, giocatore di curling italiano
- 11 gennaio - Andrea Bertolacci, ex calciatore italiano
- 11 gennaio - Jan Bořil, calciatore ceco
- 11 gennaio - Lorenzo Burnet, calciatore olandese
- 11 gennaio - Adriano De Pierro, calciatore svizzero
- 11 gennaio - Brayan De la Torre, calciatore ecuadoriano
- 11 gennaio - José Luis García del Pozo, calciatore spagnolo
- 11 gennaio - Garlon Green, cestista statunitense
- 11 gennaio - Jhon Hernández García, ex calciatore colombiano
- 11 gennaio - Jang Song-hyok, calciatore nordcoreano
- 11 gennaio - Marco Maganza, cestista italiano
- 11 gennaio - Florian Makhedjouf, ex calciatore francese
- 11 gennaio - Tamási Nikolett, doppiatrice ungherese
- 11 gennaio - Ferdinand Prénom, cestista francese
- 11 gennaio - Kevin Santamaría, calciatore salvadoregno
- 11 gennaio - Shi Yue, goista cinese
- 11 gennaio - Lukas Tippelreither, ex sciatore alpino austriaco
- 11 gennaio - Xu Tianlongzi, nuotatrice cinese
- 11 gennaio - Toni Young, ex cestista statunitense
- 11 gennaio - Il'ja Škurenëv, multiplista russo
- 12 gennaio - Juan Alvacete, calciatore argentino
- 12 gennaio - Rababe Arafi, mezzofondista marocchina
- 12 gennaio - Marko Bijač, pallanuotista croato
- 12 gennaio - Ezequiel Calvente, calciatore spagnolo
- 12 gennaio - Harika Dronavalli, scacchista indiana
- 12 gennaio - Mohamed El Shorbagy, giocatore di squash egiziano
- 12 gennaio - Maurice Exslager, ex calciatore tedesco
- 12 gennaio - Raquel Rodriguez, wrestler statunitense
- 12 gennaio - Robert Gull, pilota motociclistico svedese
- 12 gennaio - Jakub Holúbek, calciatore slovacco
- 12 gennaio - João Ananias, calciatore brasiliano
- 12 gennaio - Tina Jovanović, cestista serba
- 12 gennaio - Khas-Magomed Kadyrov, poliziotto e politico russo
- 12 gennaio - Robin Lässer, pilota motociclistico tedesco
- 12 gennaio - Pixie Lott, cantautrice, attrice e ballerina britannica
- 12 gennaio - David Mitov Nilsson, calciatore svedese
- 12 gennaio - Veli Mothwa, calciatore sudafricano
- 12 gennaio - Sean Porter, giocatore di football americano statunitense
- 12 gennaio - Mike Saofaiga, calciatore samoano
- 12 gennaio - Anželika Sidorova, astista russa
- 12 gennaio - Stéfano Souza Pinho, calciatore brasiliano
- 12 gennaio - Erinn Westbrook, attrice e modella statunitense
- 12 gennaio - Alex Wood, giocatore di baseball statunitense
- 13 gennaio - Marcelo Nicolás Benítez, calciatore argentino
- 13 gennaio - Shaun Bruce, cestista australiano
- 13 gennaio - Bohdan Butko, calciatore ucraino
- 13 gennaio - Chang Kai-chen, tennista taiwanese
- 13 gennaio - Federico Jourdan, calciatore argentino
- 13 gennaio - Robert Kiernan, calciatore irlandese
- 13 gennaio - Giulia Lotto, ex calciatrice italiana
- 13 gennaio - Marta Puda, schermitrice polacca
- 13 gennaio - Alexandru Scripcenco, calciatore moldavo († 2023)
- 13 gennaio - Ben Volavola, rugbista a 15 figiano
- 13 gennaio - Mako Vunipola, rugbista a 15 neozelandese
- 14 gennaio - Azmahar Ariano, calciatore panamense
- 14 gennaio - Justice Cunningham, giocatore di football americano statunitense
- 14 gennaio - Matteo Dal-Cin, ciclista su strada canadese
- 14 gennaio - Marco De Vito, calciatore italiano
- 14 gennaio - Wes Foderingham, calciatore inglese
- 14 gennaio - Ninos Gouriye, calciatore olandese
- 14 gennaio - Torric Jebrin, calciatore ghanese
- 14 gennaio - Nemanja Lakić-Pešić, calciatore serbo
- 14 gennaio - Marcos Antônio Almeida Silva, calciatore brasiliano
- 14 gennaio - Jeanine Mason, attrice e ballerina statunitense
- 14 gennaio - Nik'a Met'reveli, ex cestista georgiano
- 14 gennaio - Murehemaitijiang Mozhapa, calciatore cinese
- 14 gennaio - Ifedayo Olusegun, calciatore nigeriano
- 15 gennaio - Abbas Qasim Al-Kaabi, calciatore iracheno
- 15 gennaio - Maxim Antoniuc, calciatore moldavo
- 15 gennaio - Vitalij Balašov, calciatore ucraino
- 15 gennaio - Marc Bartra, calciatore spagnolo
- 15 gennaio - Paul Brown, calciatore britannico
- 15 gennaio - Marcelo Chierighini, nuotatore brasiliano
- 15 gennaio - Soslan Daurov, lottatore russo
- 15 gennaio - Mitch Garver, giocatore di baseball statunitense
- 15 gennaio - Sander Gillé, tennista belga
- 15 gennaio - Adeline Gray, lottatrice statunitense
- 15 gennaio - Moussa Guindo, ex calciatore ivoriano
- 15 gennaio - Danny Hoesen, ex calciatore olandese
- 15 gennaio - Daniel Jaramillo, ex ciclista su strada colombiano
- 15 gennaio - Nicolai Jørgensen, ex calciatore danese
- 15 gennaio - Dar'ja Klišina, lunghista russa
- 15 gennaio - Nurlan Kobashev, pugile kirghiso
- 15 gennaio - Isabelle Linden, ex calciatrice tedesca
- 15 gennaio - Kevin Malget, calciatore lussemburghese
- 15 gennaio - Michael McDonald, artista marziale misto statunitense
- 15 gennaio - Loïc Nego, calciatore francese
- 15 gennaio - Anthony Ramos, attore e cantante statunitense
- 15 gennaio - Rubab Raza, nuotatrice pakistana
- 15 gennaio - Roberto Tamburini, pilota motociclistico italiano
- 15 gennaio - Karl Vitulin, calciatore francese
- 15 gennaio - Zeki Yıldırım, calciatore turco
- 16 gennaio - Joel Acosta, ex calciatore argentino
- 16 gennaio - Donovant Arriola, lunghista filippino
- 16 gennaio - Alexander Bak, cestista danese
- 16 gennaio - Tony Criswell, cestista e ex giocatore di football americano statunitense
- 16 gennaio - Nuriddin Davronov, calciatore tagiko
- 16 gennaio - Matt Duchene, hockeista su ghiaccio canadese
- 16 gennaio - Kelly Faris, ex cestista statunitense
- 16 gennaio - Georgij Gogičaev, ex calciatore russo
- 16 gennaio - Saskia Hippe, pallavolista tedesca
- 16 gennaio - Nemanja Miletić, calciatore serbo
- 16 gennaio - Mitsunari Musaka, ex calciatore giapponese
- 16 gennaio - Declan Rudd, ex calciatore inglese
- 16 gennaio - Weldinho, ex calciatore brasiliano
- 17 gennaio - Michael Ankeny, ex sciatore alpino statunitense
- 17 gennaio - Trevor Bauer, giocatore di baseball statunitense
- 17 gennaio - Sebastian Bogner, scacchista tedesco
- 17 gennaio - Willa Fitzgerald, attrice statunitense
- 17 gennaio - Simon Gougnard, hockeista su prato belga
- 17 gennaio - Gerald Hodges, giocatore di football americano statunitense
- 17 gennaio - Katharina Innerhofer, biatleta austriaca
- 17 gennaio - Jamil Joseph, calciatore santaluciano
- 17 gennaio - Esapekka Lappi, pilota di rally finlandese
- 17 gennaio - Lei Tenglong, ex calciatore cinese
- 17 gennaio - Ma Chongchong, calciatore cinese
- 17 gennaio - Petr Mareš, calciatore ceco
- 17 gennaio - Mattia Martella, pilota motociclistico italiano
- 17 gennaio - Farruh Sayfiyev, calciatore uzbeko
- 17 gennaio - Blake Smith, ex calciatore statunitense
- 17 gennaio - Janar Soo, ex cestista estone
- 17 gennaio - Alise Willoughby, ciclista di BMX statunitense
- 17 gennaio - Tiquinho Soares, calciatore brasiliano
- 17 gennaio - Rıdvan Şimşek, calciatore turco
- 18 gennaio - Jakob Ahlmann Nielsen, ex calciatore danese
- 18 gennaio - Aram Avagyan, pugile armeno
- 18 gennaio - Mickaël Barreto, calciatore francese
- 18 gennaio - Ashleigh Brennan, ex ginnasta australiana
- 18 gennaio - Mitchell Duke, calciatore australiano
- 18 gennaio - Fabiana Caetano de Souza, ex cestista brasiliana
- 18 gennaio - Tiny Gallon, ex cestista statunitense
- 18 gennaio - Dexter Lee, velocista giamaicano
- 18 gennaio - Lucas Lóh, pallavolista brasiliano
- 18 gennaio - Antonio Marchesano, calciatore svizzero
- 18 gennaio - Britt McKillip, attrice e doppiatrice canadese
- 18 gennaio - Marijo Možnik, ginnasta croato
- 18 gennaio - Ángela Ponce, modella spagnola
- 18 gennaio - Ri Yong-chol, calciatore nordcoreano
- 18 gennaio - Tommaso Rinaldi, tuffatore italiano
- 18 gennaio - Amir Saoud, cestista libanese
- 18 gennaio - Joeri Schroijen, calciatore olandese
- 18 gennaio - Lasse Sobiech, ex calciatore tedesco
- 18 gennaio - Leonardo de Deus, nuotatore brasiliano
- 19 gennaio - Ahmad Ayad, calciatore iracheno
- 19 gennaio - Gianni Bismark, rapper e cantautore italiano
- 19 gennaio - Iván Castellani, pallavolista argentino
- 19 gennaio - Rafael Eduardo Costa, calciatore brasiliano
- 19 gennaio - Thomas Davis, cestista statunitense
- 19 gennaio - Tommy Fleetwood, golfista inglese
- 19 gennaio - Kateryna Fonseca, conduttrice televisiva e produttrice televisiva ucraina
- 19 gennaio - Tomislav Glumac, calciatore croato
- 19 gennaio - Corinna Harrer, mezzofondista tedesca
- 19 gennaio - Karla Kush, attrice pornografica statunitense
- 19 gennaio - Petra Martić, tennista croata
- 19 gennaio - Luciano Nieto, calciatore argentino
- 19 gennaio - Erin Sanders, attrice statunitense
- 19 gennaio - Facundo Silva, calciatore argentino
- 19 gennaio - Robert Sobera, astista polacco
- 19 gennaio - Nico Varela, calciatore uruguaiano
- 19 gennaio - Manuel Vargas, calciatore panamense
- 19 gennaio - Charlton Vicento, calciatore olandese
- 19 gennaio - Sam Winnall, ex calciatore inglese
- 20 gennaio - Jumpol Adulkittiporn, attore e conduttore televisivo thailandese
- 20 gennaio - Tom Cairney, calciatore scozzese
- 20 gennaio - Devon Collier, cestista statunitense
- 20 gennaio - Ciara Hanna, attrice e modella statunitense
- 20 gennaio - Polona Hercog, tennista slovena
- 20 gennaio - Antoine Jean-Baptiste, ex calciatore francese
- 20 gennaio - Ana Kobal, ex sciatrice alpina slovena
- 20 gennaio - Mychajlo Kozak, ex calciatore ucraino
- 20 gennaio - Lily LaBeau, attrice pornografica e regista statunitense
- 20 gennaio - Jolyon Palmer, ex pilota automobilistico e conduttore radiofonico britannico
- 20 gennaio - Jacqueline Seifriedsberger, saltatrice con gli sci austriaca
- 20 gennaio - Chris Solly, ex calciatore inglese
- 20 gennaio - Alejandra Terán, schermitrice messicana
- 20 gennaio - Andrėj Zaleski, calciatore bielorusso
- 21 gennaio - Ali Al-Busaidi, calciatore omanita
- 21 gennaio - Tiegbe Bamba, ex cestista francese
- 21 gennaio - Nikita Barinov, cestista russo
- 21 gennaio - Marco Bortolotti, tennista italiano
- 21 gennaio - Julian Börner, calciatore tedesco
- 21 gennaio - Javier Calvo, attore spagnolo
- 21 gennaio - Martin Dorbek, cestista estone
- 21 gennaio - Mychajlo Fedorov, politico ucraino
- 21 gennaio - Mohammad Ghadir, calciatore israeliano
- 21 gennaio - Ana Gros, pallamanista slovena
- 21 gennaio - Jan Hirt, ciclista su strada ceco
- 21 gennaio - Oleksandr Hordijenko, judoka ucraino
- 21 gennaio - Casey McQuiston, scrittrice statunitense
- 21 gennaio - Mateusz Mika, pallavolista polacco
- 21 gennaio - Quirin Moll, calciatore tedesco
- 21 gennaio - Yozually Ortíz, pallavolista portoricana
- 21 gennaio - Alfredo Ortuño, calciatore spagnolo
- 21 gennaio - Marta Pagnini, ex ginnasta italiana
- 21 gennaio - Lucía Ramos, attrice spagnola
- 21 gennaio - Craig Roberts, attore, regista e sceneggiatore britannico
- 21 gennaio - Luis Alfonso Rodríguez, calciatore messicano
- 21 gennaio - Yunus Sarı, taekwondoka turco
- 21 gennaio - Jasir Selmani, ex calciatore macedone
- 21 gennaio - Brittany Tiplady, attrice canadese
- 21 gennaio - Jacopo Troiani, cantautore e attore italiano
- 21 gennaio - Brandon Watts, ex giocatore di football americano statunitense
- 22 gennaio - Elçin Afacan, attrice turca
- 22 gennaio - Rishi Nair, attore inglese
- 22 gennaio - Luidji, rapper e cantante francese
- 22 gennaio - Alex MacDowall, pilota automobilistico britannico
- 22 gennaio - Anais Mali, supermodella francese
- 22 gennaio - Jonathan Newsome, giocatore di football americano statunitense
- 22 gennaio - Ri Chon-il, ex calciatore nordcoreano
- 22 gennaio - Samuel Sáiz, calciatore spagnolo
- 22 gennaio - Elizabeth Simmonds, ex nuotatrice britannica
- 22 gennaio - Aschalew Tamene, calciatore etiope
- 22 gennaio - Paolo Totò, ciclista su strada e paraciclista italiano
- 22 gennaio - Rashad Whack, ex cestista statunitense
- 22 gennaio - Matías Zaldivia, calciatore argentino
- 22 gennaio - Patrick de Oliveira Vieira, calciatore brasiliano
- 22 gennaio - Martin Šindelář, calciatore ceco
- 23 gennaio - Federica Abbate, cantautrice, compositrice e paroliera italiana
- 23 gennaio - Yasmina Aziez, taekwondoka francese
- 23 gennaio - Clara Basiana, sincronetta spagnola
- 23 gennaio - Steve Birnbaum, ex calciatore statunitense
- 23 gennaio - Mezzosangue, rapper italiano
- 23 gennaio - Alan Gatagov, ex calciatore russo
- 23 gennaio - Powerhouse Hobbs, wrestler statunitense
- 23 gennaio - Fabio Hofer, hockeista su ghiaccio austriaco
- 23 gennaio - Oskars Ikstēns, giocatore di calcio a 5 e calciatore lettone
- 23 gennaio - Maksym Imerekov, calciatore ucraino
- 23 gennaio - Róaldur Jacobsen, ex calciatore faroese
- 23 gennaio - Gudmund Kongshavn, calciatore norvegese
- 23 gennaio - Michal Krčmář, biatleta ceco
- 23 gennaio - Mateusz Matras, calciatore polacco
- 23 gennaio - Cheyne Rahme, ex astista sudafricano
- 23 gennaio - Anna Sorokin, truffatrice russa
- 23 gennaio - Mateusz Szczepaniak, ex calciatore polacco
- 23 gennaio - Torres, cantautrice statunitense
- 23 gennaio - Juan Vázquez, pallavolista portoricano
- 23 gennaio - Zhang Xizhe, calciatore cinese
- 24 gennaio - Flavia Altomonte, doppiatrice italiana
- 24 gennaio - Anne Marie Armstrong, ex cestista statunitense
- 24 gennaio - Žan Belenjuk, lottatore e politico ucraino
- 24 gennaio - Jemyma Betrian, kickboxer, pugile e artista marziale misto olandese
- 24 gennaio - Michael Buchanan, giocatore di football americano statunitense
- 24 gennaio - Nadene Caldwell, calciatrice nordirlandese
- 24 gennaio - James Comley, calciatore montserratiano
- 24 gennaio - Abdel Fall, cestista senegalese
- 24 gennaio - Amund Gismervik, tuffatore norvegese
- 24 gennaio - Duron Harmon, giocatore di football americano statunitense
- 24 gennaio - Monica Heldal, cantante norvegese
- 24 gennaio - Ryan Hewitt, ex giocatore di football americano statunitense
- 24 gennaio - Giriboy, rapper sudcoreano
- 24 gennaio - Mustapha Kanit, giocatore di poker italiano
- 24 gennaio - Tat'jana Kaširina, sollevatrice russa
- 24 gennaio - Turid Knaak, ex calciatrice tedesca
- 24 gennaio - Li Xuerui, giocatrice di badminton cinese
- 24 gennaio - Valeriu Lupu, ex calciatore rumeno
- 24 gennaio - Jerko Marinić Kragić, pallanuotista croato
- 24 gennaio - Avi Nash, attore statunitense
- 24 gennaio - Pedro Paulo Requena, calciatore peruviano
- 24 gennaio - Yannis Salibur, ex calciatore francese
- 24 gennaio - Logan Stieber, lottatore cubano
- 24 gennaio - Necip Uysal, calciatore turco
- 24 gennaio - Wang Han, ex tuffatrice cinese
- 24 gennaio - Evan Yates, cestista statunitense
- 24 gennaio - Roman Zacharkiv, slittinista ucraino
- 24 gennaio - Zé Luís, calciatore capoverdiano
- 24 gennaio - Aleksandr Žirov, calciatore russo
- 25 gennaio - Vale Lambo, rapper italiano
- 25 gennaio - Domagoj Boljat, calciatore croato
- 25 gennaio - Niclas Burström, hockeista su ghiaccio svedese
- 25 gennaio - Michael Campanaro, giocatore di football americano statunitense
- 25 gennaio - Chuli, ex calciatore spagnolo
- 25 gennaio - Tyran De Lattibeaudiere, cestista giamaicano
- 25 gennaio - Ariana DeBose, attrice statunitense
- 25 gennaio - Jacopo Guenna, pallanuotista italiano
- 25 gennaio - Ahmed Hegazy, calciatore egiziano
- 25 gennaio - Svenja Huth, calciatrice tedesca
- 25 gennaio - Daniel Laporte, ex giocatore di football americano statunitense
- 25 gennaio - Nigel Melker, pilota automobilistico olandese
- 25 gennaio - Aston Palicte, pugile filippino
- 25 gennaio - Marko Perišić, calciatore bosniaco
- 25 gennaio - Shireen Sapiro, nuotatrice sudafricana
- 25 gennaio - Rupert Simonian, attore inglese
- 25 gennaio - Kiero Small, giocatore di football americano statunitense
- 25 gennaio - Ronald de la Fuente, calciatore cileno
- 25 gennaio - Emanuel Šakić, calciatore austriaco
- 26 gennaio - Alex Sandro, calciatore brasiliano
- 26 gennaio - Esteban Andrada, calciatore argentino
- 26 gennaio - Marc Bischofberger, sciatore freestyle svizzero
- 26 gennaio - Larisa Cerić, judoka bosniaca
- 26 gennaio - Ali Crawford, calciatore scozzese
- 26 gennaio - Rachel DiPillo, attrice statunitense
- 26 gennaio - Oscar Gobern, calciatore inglese
- 26 gennaio - Esteban González, calciatore uruguaiano
- 26 gennaio - Roman Košelev, bobbista russo
- 26 gennaio - T.J. McDonald, giocatore di football americano statunitense
- 26 gennaio - Nicolò Melli, cestista italiano
- 26 gennaio - Nico Mirallegro, attore britannico
- 26 gennaio - Martí Riverola, calciatore spagnolo
- 26 gennaio - Ronei Gleison Rodrigues dos Reis, calciatore brasiliano
- 26 gennaio - Manti Te'o, ex giocatore di football americano statunitense
- 26 gennaio - Pål Varhaug, ex pilota automobilistico norvegese
- 26 gennaio - Akeem Williams, ex cestista statunitense
- 27 gennaio - Iván Barton, arbitro di calcio salvadoregno
- 27 gennaio - Nicolás Batista, ex calciatore argentino
- 27 gennaio - Veronica Bisconti, pallavolista italiana
- 27 gennaio - Orson Charles, giocatore di football americano statunitense
- 27 gennaio - Aleksandr Denis'ev, slittinista russo
- 27 gennaio - Juan Govea, calciatore ecuadoriano
- 27 gennaio - Tim Heed, hockeista su ghiaccio svedese
- 27 gennaio - Tomasz Hołota, calciatore polacco
- 27 gennaio - Aleksandar Ignjovski, ex calciatore serbo
- 27 gennaio - Alexis Jeannerod, fondista francese
- 27 gennaio - Samy Kehli, calciatore francese
- 27 gennaio - Zaid Krouch, calciatore marocchino
- 27 gennaio - Raúl Lizoain, calciatore spagnolo
- 27 gennaio - Youri Loen, calciatore olandese
- 27 gennaio - Earnest Ross, cestista statunitense
- 27 gennaio - Reto Schäppi, hockeista su ghiaccio svizzero
- 27 gennaio - Paula Serrano, calciatrice spagnola
- 27 gennaio - Vasyl' Šuptar, lottatore ucraino
- 27 gennaio - Julio Teherán, giocatore di baseball colombiano
- 27 gennaio - Marc Tolrà, giocatore di calcio a 5 spagnolo
- 27 gennaio - Rithely, calciatore brasiliano
- 27 gennaio - Tyronne del Pino, calciatore spagnolo
- 28 gennaio - Mahmoud Alaa Eldin, calciatore egiziano
- 28 gennaio - Lázaro Álvarez, pugile cubano
- 28 gennaio - Aminou Bouba, calciatore camerunese
- 28 gennaio - Mallory Burdette, ex tennista statunitense
- 28 gennaio - Rimmel Daniel, calciatore grenadino
- 28 gennaio - Dieter Dekoninck, ex nuotatore belga
- 28 gennaio - Josep Franch, cestista spagnolo
- 28 gennaio - Ewan Grandison, ex calciatore giamaicano
- 28 gennaio - Abdel Hsissane, calciatore francese
- 28 gennaio - Kai Kazmirek, multiplista tedesco
- 28 gennaio - Carl Klingberg, hockeista su ghiaccio svedese
- 28 gennaio - Jordan Mustoe, calciatore inglese
- 28 gennaio - Raphael Odogwu, calciatore italiano
- 28 gennaio - Marta Onofre, astista portoghese
- 28 gennaio - Nicolás Royón, calciatore uruguaiano
- 28 gennaio - Wellington Aparecido Martins, calciatore brasiliano
- 28 gennaio - Terrance West, giocatore di football americano statunitense
- 28 gennaio - Calum Worthy, attore canadese
- 28 gennaio - Yan Junling, calciatore cinese
- 28 gennaio - Wan Zack Haikal, calciatore malese
- 29 gennaio - Alexander Juel Andersen, ex calciatore danese
- 29 gennaio - Martina Balboni, pallavolista italiana
- 29 gennaio - Sheldon Bateau, calciatore trinidadiano
- 29 gennaio - Maurice Brunner, ex calciatore svizzero
- 29 gennaio - Eloy Casagrande, batterista brasiliano
- 29 gennaio - Luis Castro, altista portoricano
- 29 gennaio - Laura Coombs, calciatrice inglese
- 29 gennaio - Rafaël Dias, calciatore portoghese
- 29 gennaio - Chris Evans, cestista statunitense
- 29 gennaio - Ján Greguš, calciatore slovacco
- 29 gennaio - Hugh Grosvenor, VII duca di Westminster, nobile e imprenditore britannico
- 29 gennaio - Matej Jonjić, calciatore croato
- 29 gennaio - Foyone, rapper spagnolo
- 29 gennaio - Johan Pietilä Holmner, ex sciatore alpino svedese
- 29 gennaio - Dario Rugašević, calciatore croato
- 29 gennaio - Flor Ruíz, giavellottista colombiana
- 29 gennaio - Bonaventure Sokambi, calciatore gabonese
- 29 gennaio - Satomi Suzuki, nuotatrice giapponese
- 29 gennaio - Oday Zahran, calciatore giordano
- 30 gennaio - Jordan Aboudou, cestista francese
- 30 gennaio - Lucas Albertengo, calciatore argentino
- 30 gennaio - Pim Bouwman, calciatore olandese
- 30 gennaio - Tristan Bowen, ex calciatore statunitense
- 30 gennaio - Aneesh Chaganty, regista e sceneggiatore statunitense
- 30 gennaio - Maïmouna Diarra, cestista senegalese
- 30 gennaio - Ronnie Fernández, calciatore cileno
- 30 gennaio - Laura Fortino, hockeista su ghiaccio canadese
- 30 gennaio - Ryūtarō Iio, calciatore giapponese
- 30 gennaio - Joanna Jóźwik, mezzofondista polacca
- 30 gennaio - Patrick Lewis, ex giocatore di football americano statunitense
- 30 gennaio - Darren Maatsen, calciatore olandese
- 30 gennaio - Fulvio Risuleo, regista, sceneggiatore e fumettista italiano
- 30 gennaio - Andrejs Siņicins, ex calciatore lettone
- 30 gennaio - Travis Swanson, ex giocatore di football americano statunitense
- 30 gennaio - Deniss Tjapkin, calciatore estone
- 30 gennaio - Zach Triner, giocatore di football americano statunitense
- 30 gennaio - Nursultan Tursynov, lottatore kazako
- 30 gennaio - Bunjamin Šabani, calciatore macedone
- 31 gennaio - Bryan Carrasco, calciatore cileno
- 31 gennaio - Claudio Casisa, cabarettista, attore e youtuber italiano
- 31 gennaio - Greg Cunningham, calciatore irlandese
- 31 gennaio - Rafaela Dal'Maz, giocatrice di calcio a 5 brasiliana
- 31 gennaio - Jerry Donga, calciatore salomonese
- 31 gennaio - Ted Hooper, ex lunghista taiwanese
- 31 gennaio - Stine Hovland, calciatrice norvegese
- 31 gennaio - Keizaburō Isagawa, giocatore di football americano giapponese
- 31 gennaio - Ju Wenjun, scacchista cinese
- 31 gennaio - Nicole Koolhaas, ex pallavolista olandese
- 31 gennaio - Ivan Lazarev, cestista russo
- 31 gennaio - Chisamba Lungu, calciatore zambiano
- 31 gennaio - Tim Mastnak, snowboarder sloveno
- 31 gennaio - Conor McCullough, martellista statunitense
- 31 gennaio - Nuno Reis, calciatore portoghese
- 31 gennaio - Harrison Peacock, pallavolista australiano
- 31 gennaio - Jakub Považanec, calciatore slovacco
- 31 gennaio - Rohit Saggi, arbitro di calcio norvegese
- 31 gennaio - Andrėj Ščarbakoŭ, calciatore bielorusso († 2018)
- 31 gennaio - Abdulla Shallal, calciatore bahreinita
- 31 gennaio - Mehdi Shiri, calciatore iraniano
- 31 gennaio - Korey Smith, calciatore inglese